# Georg Conrad Friedrich Rothamel
Georg Conrad Friedrich Rothamel (* 8. Mai 1802 in Wetter, Landgrafschaft Hessen-Kassel; † 29. Dezember 1884 in Witzenhausen, Provinz Hessen-Nassau, Königreich Preußen) war ein deutscher Medizinalrat und Privatdozent.

## Leben und Wirken
Georg Conrad Friedrich Rothamel studierte Medizin und promovierte 1824 zum Dr. med. in Marburg. Danach war er dort als  Gehilfsarzt tätig.
Seit 1826 lehrte er als Privatdozent für Innere Medizin an der Universität. 1828 wurde ein Antrag auf eine außerordentliche Professur abgelehnt. 1829 beendete er seine beruflichen Tätigkeiten in Marburg.
Seit 1837 war Georg Conrad Friedrich Rothamel Bergarzt in Abterode. 1842 war er Arzt am Landkrankenhaus in Fulda.
Seit 1845 war er als Kreisphysikus und Geburtshelfer  in Witzenhausen tätig. 1860 wurde er zum Medizinalrat ernannt.
Georg Conrad Friedrich Rothamel verfasste mindestens sechs medizinische Schriften in deutscher bzw. lateinischer Sprache. Von ihm gibt es ein Gemälde in Marburg.
Georg Conrad Friedrich Rothamel war mit Louise Auguste Wilhelmine Amalie Höcker verheiratet. Sie hatten mindestens drei Kinder, darunter die Schriftstellerin Louise Antoinette Gubalke.